# Сикстинска капела
Сикстинската капела (на латински: Sacellum Sixtinum; на италиански: Cappella Sistina) е музей и бивш параклис в Апостолическия дворец – официалната резиденция на римокатолическия папа във Ватикана.
Известна е с архитектурата си и фреските, дело на известните ренесансови художници Микеланджело, Сандро Ботичели, Пиетро Перуджино, Пинтурикио, Доменико Гирландайо и други. Таванът с площ 1100 m2 е изрисуван от Микеланджело между 1508 и 1512 г. по поръчение на папа Юлий II и заедно със сцената Страшният съд (изрисувана между 1535 и 1541 г.) се смята за връх в творчеството на Микеланджело.
Храмът носи името си от папа Сикст IV, който поръчва възстановяване на старата Капела Магна. По негово поръчение между 1481 и 1482 г. флорентински и умбрийски художници рисуват по стените фрески със сцени от живота на Мойсей и Христос. Работата приключва през месец май 1482 г. и на 15 август 1483 г. Сикст IV провежда първата литургия в обновения храм.
Храмът се използва за конклави, а в наши дни е отворен и за туристи.

## Архитектура
Сикстинската капела е правоъгълна, с размери 40,93 m дължина и 13,41 m широчина, колкото се смята, че са били размерите на храма на Соломон според Стария завет. Висока е 20,7 m.
Капелата е разделена на 2 части – по-широка, с олтара за религиозни церемонии, и по-малка – за вярващите. Проходът (cancellata) е бил от позлатено желязо и по-централно разположен, но е бил преместен, за да има повече пространство за папата. Там е и мястото за хора (cantoria).
По време на редките, но важни церемонии, страничните стени се покриват с гоблени, поръчани от Рафаело, но разграбени от френската армия и пръснати из Европа. Гоблените са с евангелски сюжети.

## Фрески на северна, южна и източна стена
През 1481 г. папа Сикст IV кани група флорентински и умбрийски художници в Рим, за изписването на стените на Сикстинската капела. Това са Сандро Ботичели, Пиетро Перуджино, Доменико Гирландайо, Козимо Росели и Лука Синьорели, и техните помощници Пинтурикио, Давид Гирландайо, Пиеро ди Козимо, Биаджо ди Антонио Тучи и Бартоломео дела Гата. Първоначалните фрески изписани през 1471 – 1472 г. са 16, от тях до наши дни са запазени 12-те, разположени на страничните стени.
Стенописите са приключени за изключително кратък период от време – около единайсет месеца, от юли 1481 г. до май 1482 г. От художниците първоначално се е искало да представят пробни фрески, които е трябвало да бъдат оценени през януари 1482 г., но още на относително ранен етап е било очевидно, че фреските ще са задоволителни и през октомври 1481 г. на художниците е платено да довършат останалите 10 истории.
Картините представляват сцени от живота на Мойсей и Христос от Стария и Новия завет. Историите започвали от стената на олтара („Страшният съд“ на Микеланджело е нарисуван около 30 години по-късно), продължават по дългите стени на капелата и свършват до входната стена. Папски портрети са нарисувани над тези стенописи, а под тях са нарисувани завеси. Всяка сцена от двата цикъла е тематично свързана.
Стенните фрески на северната и южната стена пресъздават два цикъла:
1. Историята на Христос (на северната стена)
  1. Кръщението на Христос (Пиетро Перуджино)
  2. Изкушението на Христос (Сандро Ботичели)
  3. Призоваването на първите апостоли (Доменико Гирландайо)
  4. Проповедта на планината (Козимо Росели)
  5. Тайната вечеря (Козимо Россели)
  6. Връчването на ключовете на свети Петър (Пиетро Перуджино)
2. Историята на Моисей (на южната стена)
  1. Тръгването на Моисей от Египет (Пиетро Перуджино)
  2. Изпитанията на Моисей (Сандро Ботичели)
  3. Преминаването през Червено море (Козимо Росели или Доменико Гирландайо или Биаджо ди Антонио Тучи)
  4. Слизането от планината Синай (Козимо Росели)
  5. Наказанието на бунтовниците (Сандро Ботичели)
  6. Завещанието и смъртта на Мойсей (Лука Синьорели)

- Кръщението на Христос
- Изкушението на Христос
- Призоваването на първите апостоли
- Проповедта на планината
- Тайната вечеря
- Връчване на ключовете на св. Петър
- Тръгването на Мойсей от Египет
- Изпитанията на Мойсей
- Преминаването през Червено море
- Слизането от планината Синай
- Наказанието на бунтовниците
- Завещанието и смъртта на Мойсей

Фреските на източната стена (над входа, срещу олтара) „Възкресението на Христос“ на Доменико Гирландайо и „Спорът за тялото на Мойсей“ на Лука Синьорели са унищожени през 1522 г. поради падането на архитрава на стената. Те са прерисувани няколко десетилетия по късно: „Възкресението на Христос“ през 1572 г. от Хенрик ван ден Броек, а „Спорът за тялото на Мойсей“ през 1574 г. от Матео Перес.
- Възкресението на Христос
- Спорът за тялото на Мойсей

Фреските на Пиетро Перуджино „Раждането на Христос“ и „Раждането и намирането на Мойсей“, разположени на западната олтарна стена, са унищожени, за да освободят място за „Страшния съд“ на Микеланджело.

## Фрески на олтарната стена: „Страшният съд“ на Микеланджело
Микеланджело е нает от папа Юлий II през 1508 г. да изографиса тавана, първоначално с изрисувани златни звезди на фона на синьо небе; работата е приключена на 1 ноември 1512 г. Той изографисва Страшния съд на олтара между 1535 и 1541 г., за което е бил нает от папа Павел III Фарнезе. Микеланджело е считал себе си за по-добър скулптор, отколкото художник, но въпреки това приема предложението.
Страшният съд е рисуван от Микеланджело от 1535 до 1541 г. Работата е огромна и обхваща цялата стена зад олтара на Сикстинската капела. Страшният съд показва Второто пришествие на Христос и Апокалипсиса. За разлика от другите фрески, фигурите са с измъчени лица, дори Дева Мария страда.
Страшният съд е обект на сериозен спор между кардинал Карафа и Микеланджело: художникът е обвинен в неморалност и нетърпимо безсрамие, показвайки голи фигури, с открити гениталии. Затова започва кампания за цензурирането му (известна като Кампанията „смокиново листо“), организирана от Карафа и Монсиньор Сернани за премахването на фреските. Церемониал-майсторът на папата Биаджо да Цезена също се включва, казвайки: „По-скоро е безобразие в такова свято място да се показват всички тези голи тела, позирайки толкова безсрамно!“ и че „това не е стенопис за папска капела, а по-скоро за обществена баня или кръчма.“
Гениталиите по-късно са покрити от художника Даниеле де Волтера, когото историята ще запомни с прякора „Il Braghettone“ („художникът-гащи“).

## Таванни фрески на Микеланджело
През 1508 г. Микеланджело е нает от папа Юлий II да нарисува тавана на капелата. Работата е приключена чак през 1512 г. За да стига тавана, Микеланджело си построява сам скеле.
Първият слой мазилка започнала да се размеква, защото била твърде мокра. Микеланджело я премахнал и опитал нова смеска за мазилка, по-издръжлива на влага.
Микеланджело използвал ярки цветове за тавана, по-добре виждащи се от пода. В най-ниската част нарисувал предшествениците на Христос. Над тях поставил последователно мъже и жени пророци, с Йона над олтара. В най-високата част нарисувал 9 истории от Книгата на Битието, от олтара към главния вход, както следва:
1. Разделянето на светлината от тъмнината
2. Създаването на слънцето, луната и земята
3. Разделянето на земята и водата
4. Създаването на Адам
5. Създаването на Ева
6. Изкушението и изгонването от Райската градина
7. Саможертвата на Ной
8. Потопът
9. Опиянението на Ной

Микеланджело бил нает да нарисува само 12 фигури – Дванайсетте Апостоли, но когато работата приключила, имало повече от 300. Изографисал Създаването на Адам и Ева в Райските градини и Потопа. Използвал е само мъже-модели, дори за женските образи, защото жени-модели се намирали много трудно и били много скъпи.

## Реставрация и противоречия
Капелата е реставрирана между 1981 и 1994 г. Реставрирането на фреските е било свързано със сериозни спорове в художествените среди. Част от реставраторите са се противопоставяли срещу премахването на кафявия оттенък (патина), образувал се през вековете от пушека на свещите, саждите и многократното лакиране с нискокачествени лакове. Те твърдели, че тези слоеве са добавени от Микеланджело, за да „тушира“ според тях „бонбонените“ цветове. Ярките цветове показали, че Микеланджело много добре работи с цветовете. Според някои, ярките цветове са били необходими, за да изпъкват фреските в сумрака, поради малките и високо разположени прозорци. Сега е премахнато електрическото осветление и фреските се осветяват само от светлината на прозорците.

## Конклави
Изборът на нов папа (чрез конклав) се извършва в Сикстинската капела. Заради това е изграден комин на покрива на капелата. Ако излезе бял дим – избран е нов папа; черен дим означава неуспешен избор.